# Арета IV Філопатор
Арета (Харітат) IV Філопатор (д/н — бл. 40) — цар Набатеї в 9 до н. е. — 40 роках н. е. Мав також прізвисько «Великий». При ньому держава набула найбільшого політичного, територіального, економічного і культурного розквіту.

## Життєпис
Стосовно батьків існують суперечності. Одними дослідниками розглядається дослідниками як нащадок Маліку I, можливо по жіночій лінії, а інші вважають Аретисином царя Ободата III. Замолоду мав ім'я Еней. У 9 році до н. е. після отруєння царя Ободата III зайняв трон Набатейського царства. Змінив ім'я на Арета, щоб довести законність своєї влади.
У Римі Сіллай, владний радник Ободата III, намагався підкупити сенаторів і за допомогою римського імператора Октавіана Августа здобути владу. Арета IV своєю чергою надіслав подарунки та листа, в якому звинуватив у загибелі Ободата III самого Сіллая. Завдяки роздобутим Миколою Дамаським доказам вини Сіллая, того було страчено, а Арету IV в 7 році до н. е. було визнано законним володарем.
У 4 році до н. е. після смерті Ірода I, царя Юдеї, в державі почалися заворушення. Для їх придушення Арета IV відправив війська, що допомогли римлянам придушити невдоволених й надалі сприяли встановленню римської влади в Юдеї. Надалі видав свою доньку Фазеліс за тетрарха Ірода Антипу. Але останній згодом закохався в Іродіаду, дружину свого брата. Ірод Антипа виганяє свою дружину, дочку царя набатеїв Арети, ув'язнює її у Махероні та одружується з Іродіадою.
Зрештою донька царя повернулася близько 35 року до Набатеї. Образу доньки набатейський володар вирішив використати як привід для війни за Галаад, де мав прикордонні суперечки з Іродом Антипою. Взимку 36/37 років Арета IV захопив прикордонні землі тетрарха уздовж Йордану, включаючи райони Кумрана. Лиша звістка про смерть імператора Тіберія 37 року зупинила легіони Луція Вітеллія, що рухалися надопомогу Іроді Антипі.
У Новому Завіті (Друге послання апостола Павла до Коринтян, глава 11 вірші 32-33) повідомляється про переслідування при Ареті IV апостола Павла в Дамаску, який належав Набатеї. Причини цього невідомі. Або він бажав зробити приємну Іродіадам і юдейським первосвященникам або виконував подібний наказ римської влади.

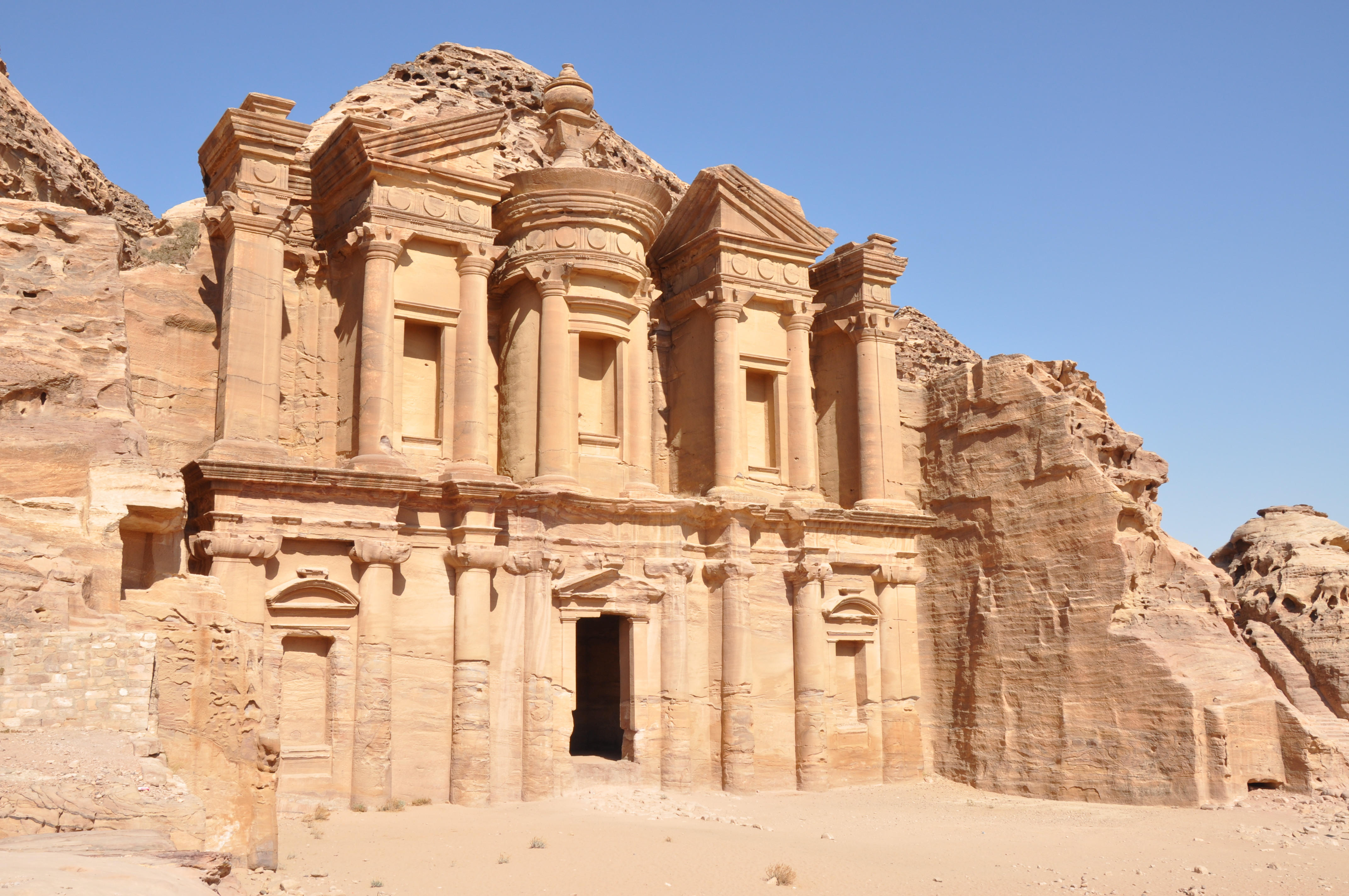
Петра

У його правління Набатейського царства досягло свого найвищого розквіту, тягнучись від північного Хіджазу на півдні до плато Хауран (Сирія) на півночі. На цей період також припадає розквіт набатейських міст в Негеві — Собат, Елуси, Нессани, Мампсіса і Ободи, через які відбулася посередницька торгівля спеціями і пахощами з південної Аравії. В цей період храмові комплекси починають виконувати банківські функції. За наказом царя відбулося також заснування важливого набатейського центру Хегра (на північному заході сучасної Саудівської Аравії). У цей період створено відомі пам'ятники архітектури Петри, тодішньої столиці Набатейського царства.
Арета IV помер в 40 році. Його старший син Маліку II успадковував владу батька.

## Родина
Відомо про двох дружин Арети IV — Хулду і Шукайлат I. Від першої дружини мав синів Маліку, Ободата і Раббеля та доньок Фазеліс, Шасудат, Хагру. Від другої дружини — доньок Пацель і Шукайлат II.